# Bistum Hexham und Newcastle
Das Bistum Hexham und Newcastle (lat. Dioecesis Hagulstadensis et Novacastrensis, engl. Diocese of Hexham and Newcastle) ist eine im Vereinigten Königreich gelegene römisch-katholische Diözese mit Sitz in Newcastle upon Tyne.

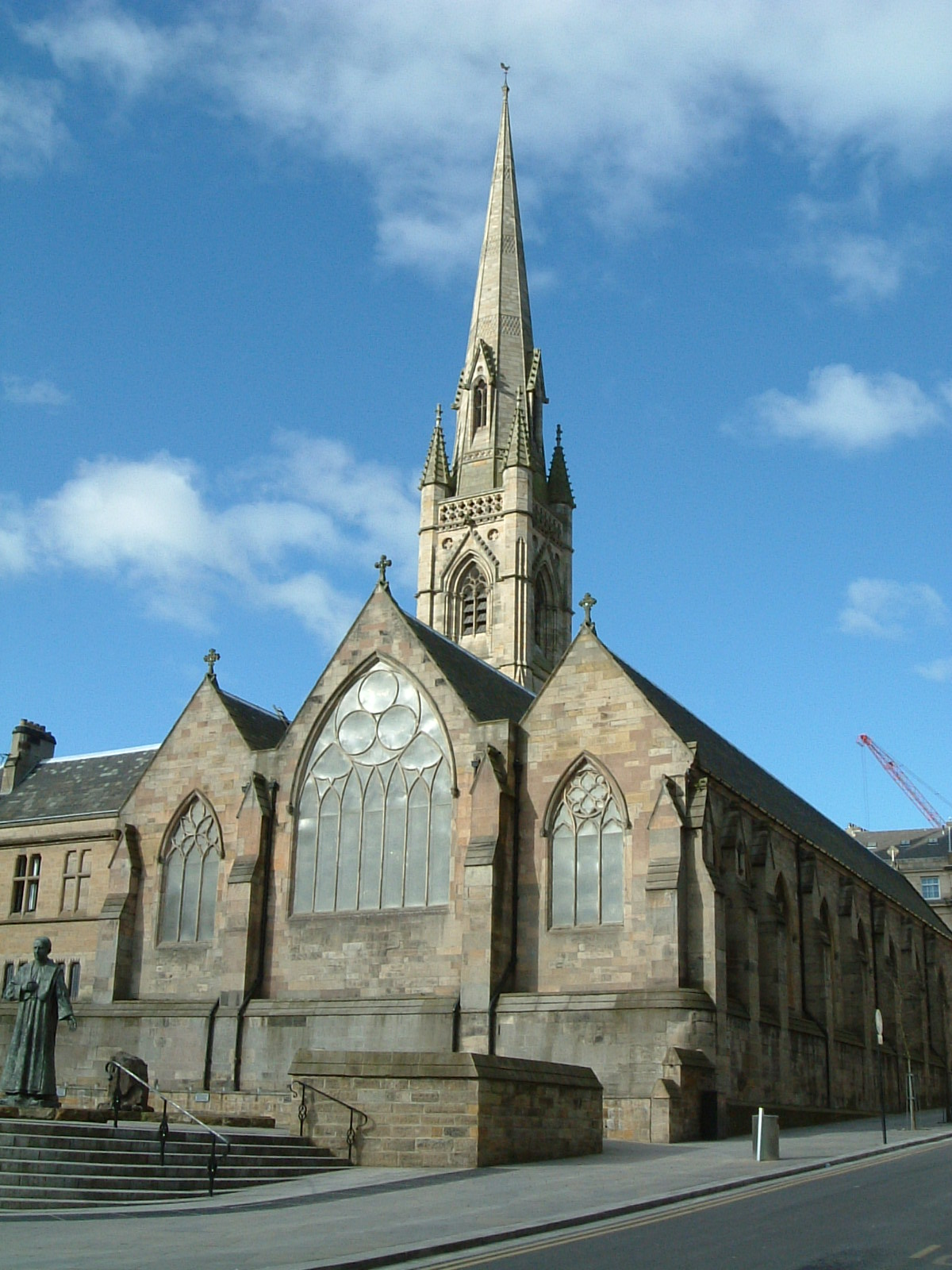
Kathedrale St. Maria in Newcastle upon Tyne

## Geschichte
Das Bistum Hexham und Newcastle wurde am 30. Januar 1688 durch Papst Innozenz XI. aus Gebietsabtretungen des Apostolischen Vikariates England als Apostolisches Vikariat Northern District errichtet. Das Apostolische Vikariat Northern District gab 1840 Teile seines Territoriums zur Gründung der Apostolischen Vikariate Lancashire District und Yorkshire District ab.
Am 29. September 1850 wurde das Apostolische Vikariat Northern District durch Papst Pius IX. mit der Apostolischen Konstitution Universalis Ecclesiae – Wiederherstellung der katholischen Hierarchie in England – zum Bistum erhoben und in Bistum Hexham umbenannt. Es wurde dem Erzbistum Westminster als Suffraganbistum unterstellt. Das Bistum Hexham wurde am 23. Mai 1861 in Bistum Hexham und Newcastle umbenannt.